# Kh-80 Meteorit

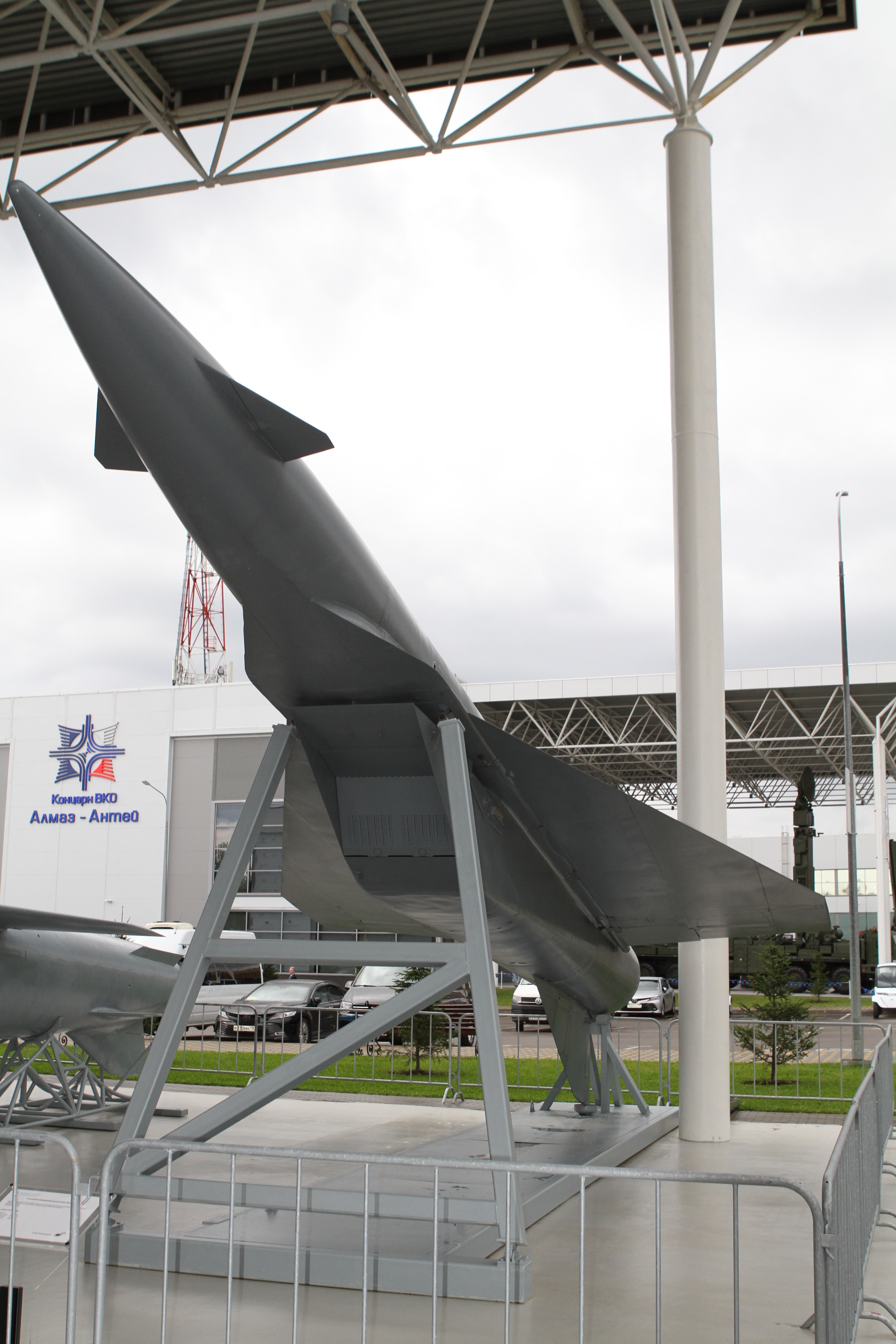
Un Kh-80 exposé dans un parc en 2020.

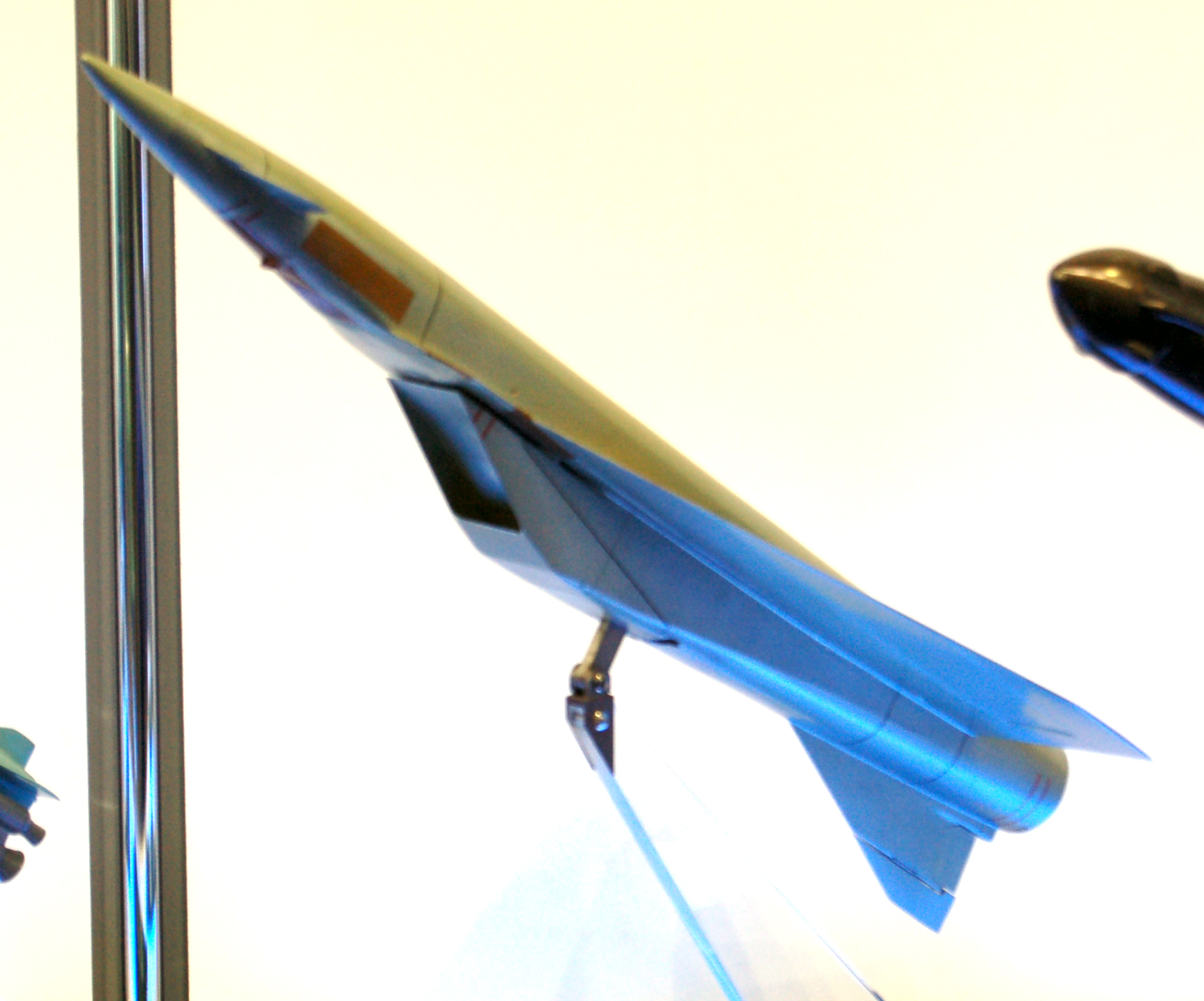
Maquette de la fusée P-750 Meteorite au Salon international aérospatial de Moscou de 2009

Les Kh-80 Meteorit (en russe : « Х-80 Метеорит ») sont une famille de missiles de croisière soviétiques qui étaient censés remplacer les missiles balistiques à portée intermédiaire disponibles dans l'inventaire soviétique.

## Développement
D'après le peu de renseignements disponibles sur ce projet ultra-secret, le développement de trois versions de ce missile de croisière fut autorisé le 9 décembre 1976. La version stratégique Meterorit-M aurait dû être déployée à partir des sous-marins du projet 667M (code OTAN : classe Yankee), dotés de 12 lanceurs par bâtiment. La version aéroportée Meteorit-A, désignée par l'OTAN AS-19 « Koala », aurait été lancée par les bombardiers Tupoklev Tu-95MS, Tu-95MS6 ou Tu-95MS16. La version basée à terre fut désignée Meteorit-N, désignée par l'OTAN SS-N-24 « Scorpion ». Le missile fut aussi quelquefois désigné par le nom de code de Grom. Le premier tir de tests, effectué le 20 mai 1980, fut un échec, comme les trois autres qui suivirent. Le premier tir réussi n'eut lieu que le 16 décembre 1981. Le premier lancement depuis un sous-marin[Lequel ?] fut effectué le 26 décembre 1983, depuis la mer de Barents.
Cependant, le programme entier fut annulé à la suite de la ratification du traité sur les forces nucléaires à portée intermédiaire, signé en accord avec le gouvernement des États-Unis le 8 décembre 1987. Il avait été conçu par l'ingénieur Vladimir Tchelomeï, de l'entreprise OAO Machinostroïenia, et avait été dans un premier temps désigné « SSC-X-5 GLCM » par le département de la Défense des États-Unis (DoD).

## Caractéristiques
La conception de ce missile était un projet extrêmement ambitieux, car le but de ce projet était de construire un missile supersonique. D'une masse d'environ 15 tonnes, il devait voler à une vitesse comprise entre Mach 2,5 et 3,0 à une altitude de 20 000 m, sur un trajet de 3 000 km.
Il devait être équipé d'une ogive nucléaire dont la puissance est estimée par certains sites à 1 MT et son guidage était assuré par une plateforme inertielle, assistée de mises à jour par une liaison de données.